# Linje 5 (Göteborgs spårvägar)
Linje 5 är en spårvagnslinje i Göteborg som har sitt ursprung i de första elektriska spårvagnslinjern som öppnades 1902.

## Linjehistorik[1]
Den röda linjen var en av de tre första elektriska spårvägslinjerna som 1902 öppnade i Göteborg. Under perioden oktober till december 1902 öppnades sträckan Redbergslid - Getebergsäng i etapper.
- 1904 Förlängd till Redbergsplatsen
- 1907 infördes linjenummer och den röda linjen fick nummer 5.
- 1923 under Göteborgsutställningen gick linje 5 via Götaplatsen dagtid mellan Valand och Korsvägen
- 1929 Omlagd till Örgryte (St Sigfrids plan) istället för Getebergsäng efter Korsvägen
- 1936 Förlängd till Kålltorp efter Redbergsplatsen.
- 1949 linjen läggs om till Vidkärr istället för Kålltorp efter Härlanda
- 1951 Linjen återigen förlängd till Kålltorp fast den här gången från andra änden, bortom St Sigfrids Plan
- 1954 Linjen flyttas över till Hisingen efter Drottningtorget och ändstationen Kålltorp byter namn till Torp för att markera att vagnarna går via Örgryte dit. Den nya linjesträckningen blir Torp - Lundby (Gropegårdsgatan).
- 1955 Linjen förlängs till Bräcke.
- 1959 Bräckelinjen stängs tillfälligt pga ombyggnadsarbeten och linje 5 går istället på den nybyggda banan till Biskopsgården. (Väderilsgatan).
- 1960 Bräckelinjen öppnas för trafik igen och vagnarna delas nu vid Eketrägatan så bakre vagnen i vartannat tåg går till Bräcke, övriga vagnar till Biskopsgården.
- 1963 Bräckelinjen övertas av linje 15 så samtliga vagnar går nu till Biskopsgården.
- 1964 Linjen förlängd till Varmfrontsgatan men är fortfarande skyltad Biskopsgården
- 1970 Skyltningen ändras från Biskopsgården till Länsmansgården
- 1971 Linjen omlagd i centrum från Brunnsparken - Drottningtorget Hisingen till Brunnsparken - Lilla Bommen - Hisingen.
- 2012 Linjen förlängd förbi Torp till Östra sjukhuset.